# NHK福井放送局
NHK福井放送局（エヌエイチケイふくいほうそうきょく）は、福井県を放送対象地域とする日本放送協会（NHK）の地域放送局。テレビとラジオで県域放送を行っている。

## 沿革
- 1933年（昭和8年）
  - 7月13日 - 社団法人日本放送協会福井放送局開局[1]。ラジオ放送（JOFG）開始[1]。
  - 10月 - 県下で行われた陸軍特別大演習を実況中継。全国で放送された[2]。
- 1945年（昭和20年）7月19日 - 福井空襲により、局舎焼失[3]。
- 1948年（昭和23年）
  - 6月28日 - 福井地震により、一時的に放送不能の状態。
  - 12月1日 - ラジオ第2放送（JOFC）開始。
- 1950年（昭和25年）6月1日 - 放送法施行に伴い、社団法人日本放送協会解散。同時に特殊法人としての日本放送協会が設立され、一切の権利義務を継承。
- 1959年（昭和34年）8月3日 - 総合テレビ（JOFG-TV）放送開始。
- 1962年（昭和37年）
  - 3月31日 - ラジオ局移転。下馬ラジオ放送所運用開始。
  - 7月21日 - 総合テレビのカラー放送開始[4]。
  - 11月1日 - 教育テレビ（JOFC-TV）放送開始。
- 1964年（昭和39年）
  - 3月 - 福井放送局新会館落成。
  - 4月1日 - 教育テレビ、カラー放送開始[5]。
- 1965年（昭和40年）2月5日 - FM実験放送開始。
- 1966年（昭和41年）5月31日 - 足羽山テレビ放送所の無人化運用開始。
- 1969年（昭和44年）3月1日 - FM放送（JOFG-FM）本放送開始。
- 1970年（昭和45年）11月9日 - ローカルニュースのカラー放送開始。
- 1971年（昭和46年）12月3日 - ローカル番組のカラー放送開始。
- 1977年（昭和52年）2月16日 - FM放送のローカル放送でステレオ放送開始。
- 1978年（昭和53年）11月23日 - ラジオ放送の周波数一斉変更。
- 1985年（昭和60年）7月7日 - 総合テレビ、音声多重放送開始。
- 1986年（昭和61年）6月12日 - 文字多重放送開始。
- 1989年（平成元年）6月1日 - 衛星放送本放送開始。
- 1991年（平成3年）
  - 3月21日 - 教育テレビ、音声多重放送を開始。
  - 7月 - 嶺南報道室開設。
- 2006年（平成18年）5月1日 - 地上デジタルテレビ放送（JOFG-DTV & JOFC-DTV）開始。
- 2011年（平成23年）7月24日 - 地上アナログテレビ放送終了。
- 2023年（令和5年）
  - 4月1日 - 令和改革により、部制（放送部・営業推進部等）からセンター制に見直され、コンテンツセンター、経営管理企画センターへ再編された。
  - 5月29日 - NHKプラスで地域向けのテレビ番組の見逃し配信が開始[6]。

## 放送局データ
- 開局 1933年7月13日
- 局舎所在地 福井市宝永3丁目3-5

送信所
- 総合テレビ 19ch（リモコンキーID1） JOFG-DTV 1kW（福井本局、以下同じ）
- Eテレ 21ch（リモコンキーID2） JOFC-DTV 1kW
- FM放送 83.4MHz JOFG-FM 1kW
  - テレビ放送とFM放送両送信塔は足羽山山頂に設置。福井放送の地上デジタル放送の送信施設も併設されている。
- ラジオ第1放送 927kHz JOFG 5kW
- ラジオ第2放送 1521kHz JOFC 1kW
  - AM放送送信塔は福井市下馬に設置。

## 中継局

### テレビ放送
総合テレビ/Eテレの順で表記。★マークがあるものはNHK単独の中継局。
嶺北
- 大野 41ch/43ch 10W
- 勝山 32ch/34ch 3W
- 坂井 29ch/26ch 3W
- 鯖江河和田 46ch/48ch 1W
- 越前市南 38ch/34ch 3W
- 越前町 46ch/50ch
- 福井国見 19ch/21ch
- 福井川西 24ch/34ch
- 上宇坂 38ch/34ch
- 下宇坂 24ch/26ch
- 羽生 24ch/26ch
- 福井越廼 24ch/26ch
- 越前市新宮 24ch/26ch
- 鯖江北 38ch/40ch
- 勝山平泉寺 24ch/26ch
- 大野阪谷 49ch/45ch
- 福井池田 24ch/26ch
- 南越前今庄 46ch/40ch
- ★南条 49ch/51ch
- あわら浜坂 43ch/45ch
- あわら細呂木 46ch/48ch
- 坂井北 49ch/45ch

嶺南
- 敦賀 24ch/27ch 10W
- 小浜 29ch/36ch 10W
- 美浜 24ch/27ch 10W
- 若狭上中 32ch/34ch 3W
- 高浜 38ch/40ch
- ★東美浜 37ch/40ch
- ★小浜口名田 32ch/34ch
- ★小浜中名田 37ch/40ch

### FMラジオ放送
- 大野 86.0MHz 10W
- 越前 85.7MHz 1W
- 敦賀 84.9MHz 10W
- 美浜 85.9MHz 10W
- 小浜 87.8MHz 100W
- 高浜 88.8MHz 3W

### AMラジオ放送
第1放送/第2放送の順で表記。
- 敦賀 1026kHz/1512kHz 100W
- 小浜 1161kHz/1359kHz 100W
- 勝山 1584kHz/1359kHz 100W
- 若狭三方（第1放送のみ） 1584kHz 100W
  - 本来は敦賀局のエリアであるが、美浜・三方地区における難聴取対策のために設置した。

#### NHKラジオ第1放送越前海岸FM補完中継局
NHK下馬ラジオ放送所からの放送波を越前海岸で受信出来ない事はないが、場所によっては受信状況が悪化する場合がある。また、夜間には外国電波の混信を受ける場合もある。NHK福井放送局は、受信状況の改善を図るために、2016年に越前海岸にラジオ第1放送の中継局を設置した。周波数帯は、夜間の中波帯の混信を防ぐためにFM波を使用している。
- 福井国見 86.8MHz 100W
- 福井川西 88.3MHz 3W
- 越廼 89.5MHz 3W
  - 放送エリアは、越前岬以北の越前海岸の一帯[8]。当該中継局の放送エリア内ではNHK金沢第1放送金沢局を聴取できる場合もある。ラジオ第2放送は、金沢局や、大電力局である秋田局などでカバーしている。越前岬以南の越前海岸には中継局は設置されていないが、敦賀中継局やNHK大阪第1放送舞鶴中継局が受信できる。

## アナログテレビ放送概要
2011年7月24日12時で終了時点のもの。総合テレビ/教育テレビの順で表記。出力は映像出力を記載。（音声出力は映像出力の4分の1となる）
送信所
- 総合テレビ 9ch JOFG-TV 3kW
- 教育テレビ 3ch JOFC-TV 3kW

福井
- 福井国見 44ch/46ch 3W（垂直偏波）
- 福井川西 45ch/47ch 3W（垂直偏波）
- 福井羽坂 48ch/50ch 0.1W
- 福井冬野 42ch/44ch 0.1W（垂直偏波）
- 越廼 52ch/50ch 3W（垂直偏波）
- 福井清水 59ch/61ch 0.1W
- 上宇坂 44ch/46ch 1W
- 下宇坂 56ch/54ch 3W
- 羽生 55ch/53ch 3W
- 永平寺 44ch/42ch 0.1W
- 松岡越坂 54ch/52ch 0.1W

坂井
- 芦原浜坂 48ch/46ch 0.1W
- 金津細呂木 60ch/62ch 0.1W
- 金津滝 51ch/49ch 0.5W
- 三国 51ch/49ch 10W（垂直偏波）
- 三国北 54ch/56ch 0.5W

奥越
- 大野 5ch/1ch 35W（垂直偏波　地上デジタル放送は水平偏波）
- 大野阪谷 31ch/33ch 3W
- 勝山 2ch/12ch 10W
- 勝山平泉寺 54ch/52ch 1W

丹南
- 鯖江北 27ch/35ch 10W
- 鯖江河和田 1ch/5ch 3W
- 武生南 45ch/47ch 10W（垂直偏波）
- 武生新宮 55ch/53ch 10W
- 南条 12ch/2ch 3W（垂直偏波）
- 今庄 5ch/1ch 1W
- 福井池田 55ch/53ch 3W
- 越前 5ch/1ch 3W
- 織田 45ch/47ch 3W
- 越前宮崎 52ch/50ch 3W

嶺南
- 敦賀 6ch/12ch 30W（垂直偏波、地上デジタル放送は水平偏波）
- 敦賀沓見 55ch/53ch 1W
- 敦賀疋田 52ch/50ch 3W
- 美浜 59ch/56ch 100W
- 東美浜 32ch/34ch 10W
- 上中 1ch/12ch 10W
- 小浜 2ch/10ch 30W（垂直偏波、地上デジタル放送は水平偏波）
- 小浜口名田 42ch/40ch 10W
- 小浜中名田 1ch/12ch 1W
- 名田庄 9ch/3ch 1W（垂直偏波）
- 高浜 6ch/12ch 3W（垂直偏波）

## 支局
- 嶺南（敦賀市）

## お天気カメラ設置ポイント
敦賀および小浜以外の嶺南地方にあるお天気カメラは原子力発電所が俯瞰できる場所に設置されている。
常設
- NHK福井放送局屋上
- 三国（三国観光ホテル）
- 敦賀
- 松ヶ崎（敦賀市）
- 白木海岸
- 美浜（水晶浜海水浴場）
- 小浜（久須夜ヶ岳）
- おおい
- 高浜

期間限定設置
- 足羽川左岸（福井市） - 桜の開花時期
- 福井IC付近 - 冬季設置
- たけくらべ広場（坂井市） - 桜の開花時期
- 西山公園（鯖江市） - つつじまつり期間前後
- 武生中央公園（越前市） - たけふ菊人形期間

## 一福丸
一福丸（いっぷくまる）は、NHK福井放送局のマスコットキャラクター。2010年3月に誕生し、恐竜をモチーフとしたマスコットで、卵から生まれたという設定。また、鼻には骨を乗せた状態で形取られており、「ふくふく〜」という鳴き声を出している。

## 主な福井局制作番組

### 現在
総合テレビ
- おはよう北陸（平日 6:53 - 7:00、7:45 - 8:00）
  - 大型連休・お盆などは「おはよう東海・北陸」[9]を放送するため休止。
- ニュース（福井）（平日 12:15 - 12:20、2024年4月6日から土日・祝日・年末年始は 12:10 - 12:15に金沢放送局から北陸3県のニュースを放送）
- ニュースザウルスふくい（平日 18:10 - 18:59）
- ニュースザウルス845（平日 20:45 - 21:00）
  - 祝日は、20:55 - 21:00に『東海・北陸のニュース・気象情報』を5分間放送。
  - 大型連休・お盆などは「ニュース845東海・北陸」[10]を放送するため休止。
- ニュースザウルス645（土曜日・日曜日 18:45 - 19:00）
- 福井ザクザク!掘らナイト（不定期金曜 19:30 - 19:55、再放送：不定期日曜 13:05 - 13:30）

ラジオ第1放送・FM放送
- ニュース・気象情報など※太字はFM放送と同時放送。▲印は平日のみ福井ローカル。
  - 9:55 - 10:00▲ - 日曜日は放送なし（「日曜討論」を放送）
  - 11:50 - 12:00▲
  - 12:15 - 12:20▲
  - 13:55 - 14:00▲
  - 14:55 - 15:00▲
  - 17:55 - 18:00 - 土日・祝日・年末年始のみ放送
  - 18:50 - 19:00▲
  - 19:15 - 19:20（土日・祝日・年末年始のみ「NHKきょうのニュース」）
- Dino★ラジ!（毎月最終金曜 17:05 - 17:55、ラジオ第1放送）

### 過去
総合テレビ
- おはよう福井
- くらしのガイド福井 → ほやほや情報BOX → ほやほや情報昼前便
- ゆうがたチャンス!福井
- 640ふくい → ネットワークふくい → 630ふくい → イブニングネットワークふくい → もぎたて!情報市場 → LIVE610

BSプレミアム（地域発ドラマ）
- 恐竜せんせい[11] - 「NHK福井開局80周年記念ドラマ」として2013年9月4日に放送[12]。
- シューカツ屋 - 2020年2月26日に放送。

## アナウンサー・キャスター
- 氏名の後の*は、過去に福井局勤務経験のあるアナウンサー。
- 前任地が太字になっているアナウンサーは、その太字の地域が初任地で、福井放送局は2局目となる。

| 氏名           | 前任地           | 担当番組                                    | 備考         |
| アナウンサー   | アナウンサー     | アナウンサー                                | アナウンサー |
| -------------- | ---------------- | ------------------------------------------- | ------------ |
| 笠井大輔       | 札幌             | アナウンスグループ統括 福井県のニュース     |              |
| 小林陽広       | 東京アナウンス室 | 各種スポーツ中継 福井県のニュース           |              |
| 五十嵐椋       | 山形             | ニュースザウルスふくい （キャスター・隔週） | 地域職員     |
| 平塚柚希       | 名古屋           | ニュースザウルスふくい （キャスター・隔週） |              |
| 板敷駿希       | 名古屋           | 福井県のニュース                            |              |
| 契約キャスター |                  |                                             |              |
| 宮國愛梨       |                  | ニュースザウルスふくい （キャスター・隔週） |              |
| 酒井智子       |                  | ニュースザウルスふくい （キャスター・隔週） |              |
| 別司愛実       |                  |                                             | 敦賀市出身   |
| 河原愛美       |                  |                                             |              |
| 気象予報士     |                  |                                             |              |
| 斎藤綾乃       | 長崎             | ニュースザウルスふくい                      |              |

## 共同キャンペーン
2020年4月から、NHK福井放送局では新型コロナウイルスに関する共同キャンペーンを福井県内の民間放送各局とテレビ・ラジオで展開している。
- テレビ（アナウンサー・参加局）：角谷直也（NHK福井放送局）、山田恵梨子（福井放送）、佐橋嬉香（福井テレビジョン放送）
- ラジオ（参加局）：NHK福井放送局、福井放送（FBCラジオ）、福井エフエム放送（FM福井）、福井街角放送、たんなん夢レディオ（たんなんFM）、敦賀FM放送（ハーバーステーション）